# 벌레살이호리벌
벌레살이호리벌(blue-eyed ensign wasp, Evania appendigaster)은 벌목 호리벌과의 곤충이다. 원산지는 알려져 있지 않으나 아시아에서 유래했을 가능성이 높다. 주로 벌레살이호리벌은 열대 및 아열대 지방 전역과 많은 온대 지역에 서식한다. 벌레살이호리벌은 바퀴벌레 알에 전문적으로 기생하는 것으로 알려진 기생벌이다.

## 설명

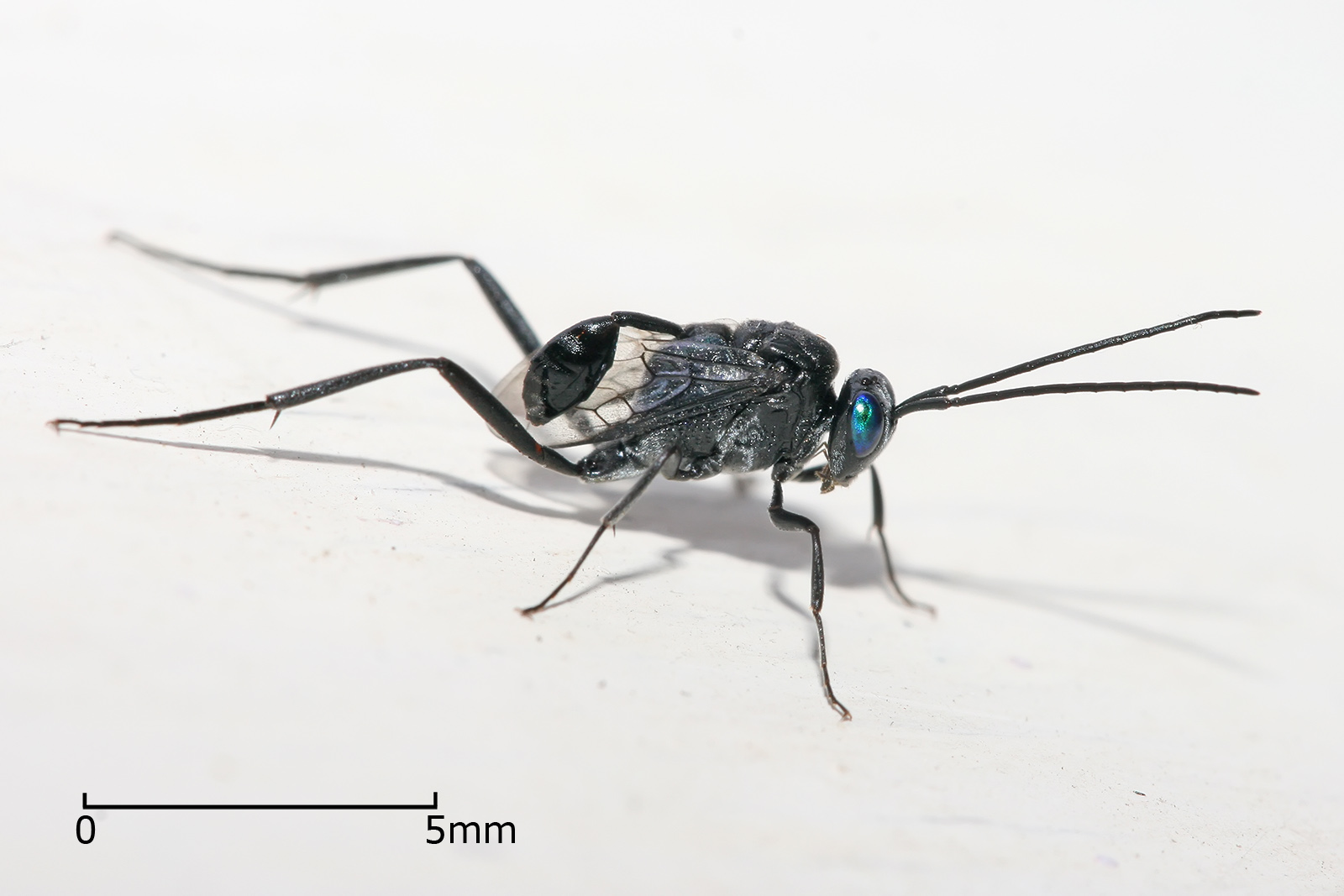
벌레살이호리벌. 육경(肉莖) 뒤쪽의 불룩한 배 부분이 잘 보인다.

몸 길이는 10mm 내외, 앞날개 길이는 최대 7mm로 대형 호리벌 중 하나이다. 몸은 검은색이며 푸른 눈을 갖고 있다. 복부의 뒷부분 또는 복부를 지탱하는 잘록한 줄기인 배자루는 몸의 높이에 붙어 있다. 복부는 측면으로 압축되어 타원형에서 거의 삼각형 모양으로 깃발 모양으로 유지된다.

## 생태
이 벌은 바퀴벌레의 알주머니(난협, ootheca)에 알을 낳아 번식한다. 유충은 바퀴벌레 알을 먹으며 자란다. 숙주 바퀴벌레 종은 이질바퀴, 잔이질바퀴, 집바퀴가 포함된다.
유충의 길이가 약 8mm에 도달하면 번데기가 되며, 성충이 되면 알주머니에 구멍을 뚫고 나온다. 다 자란 벌은 2~3주 동안 산다.

## 연구
이 종의 유충은 아주 자세하게 기술되어 있다. 이 종의 완전한 미토콘드리아 게놈 서열이 밝혀졌다.
벌레살이호리벌은 바퀴벌레의 생물학적 해충 방제제로서 사용하기 위한 후보일 수 있다. 기생률이 더 높은 경향이 있는 Aprostocetus hagenowii와 함께 벌레살이호리벌을 방사하면 통제가 훨씬 더 좋아질 수 있다. 벌레살이호리벌은 방사용으로 실험실 조건에서 사육될 수 있다. 기생 능력은 숙주 난협의 밀도에 따라 달라진다. 발생률과 기생충 감염률은 온도에 따라 다르다.